# Nadsaladewi

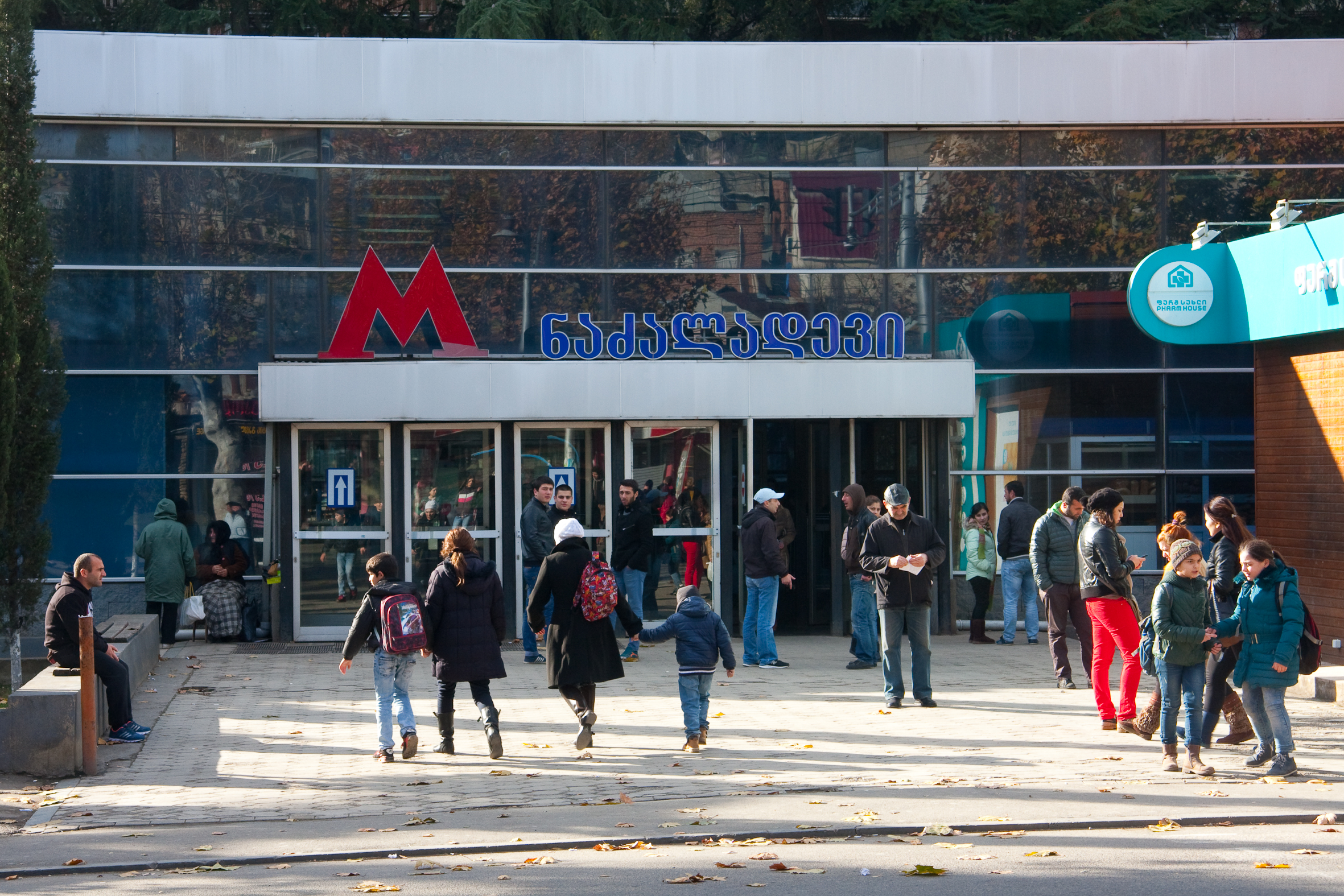
Nadsaladewi

Nadsaladewi (georgisch ნაძალადევი, russisch Надзаладеви; bis 1992: Oktomberi) ist eine U-Bahn-Station der Metro Tiflis. Die Station wurde am 11. Januar 1966  eröffnet und wird von der Achmetelis-Teatri-Warketeli-Linie genutzt. Sie liegt zwischen Goziridse und Sadguris Moedani.
Die Architekten dieser Station heißen T. Tewsadse und R. Kiknadse. 2007 wurde die Station komplett erneuert und renoviert. Bei Nadsaladewi befindet sich außerdem das Depot der Züge der Metro Tiflis.